# Presentpapper

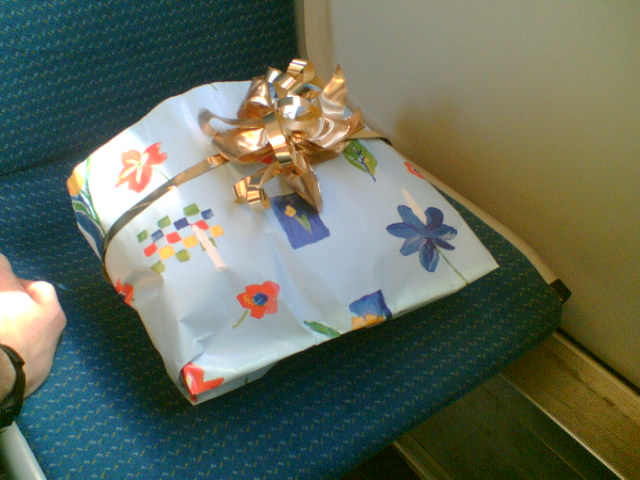
Omslagen present med presentpapper och presentsnören.

Presentpapper eller omslagspapper är ett tunt papper som ofta är färgat och bär mönster eller motiv på ena sidan. Det används som omslag till presenter för att se inbjudande ut och öka spänningen för mottagaren. Presentpapper brukar kombineras med presentsnöre.